# Opuntia aurea
Opuntia aurea là một loài thực vật có hoa trong họ Cactaceae. Loài này được E.M. Baxter mô tả khoa học đầu tiên năm 1933.